# Saint-Maurice-d'Ibie
Saint-Maurice-d'Ibie is een gemeente in het Franse departement Ardèche (regio Auvergne-Rhône-Alpes) en telt 160 inwoners (1999). De plaats maakt deel uit van het arrondissement Largentière.

## Geografie
De oppervlakte van Saint-Maurice-d'Ibie bedraagt 23,3 km², de bevolkingsdichtheid is 6,9 inwoners per km².

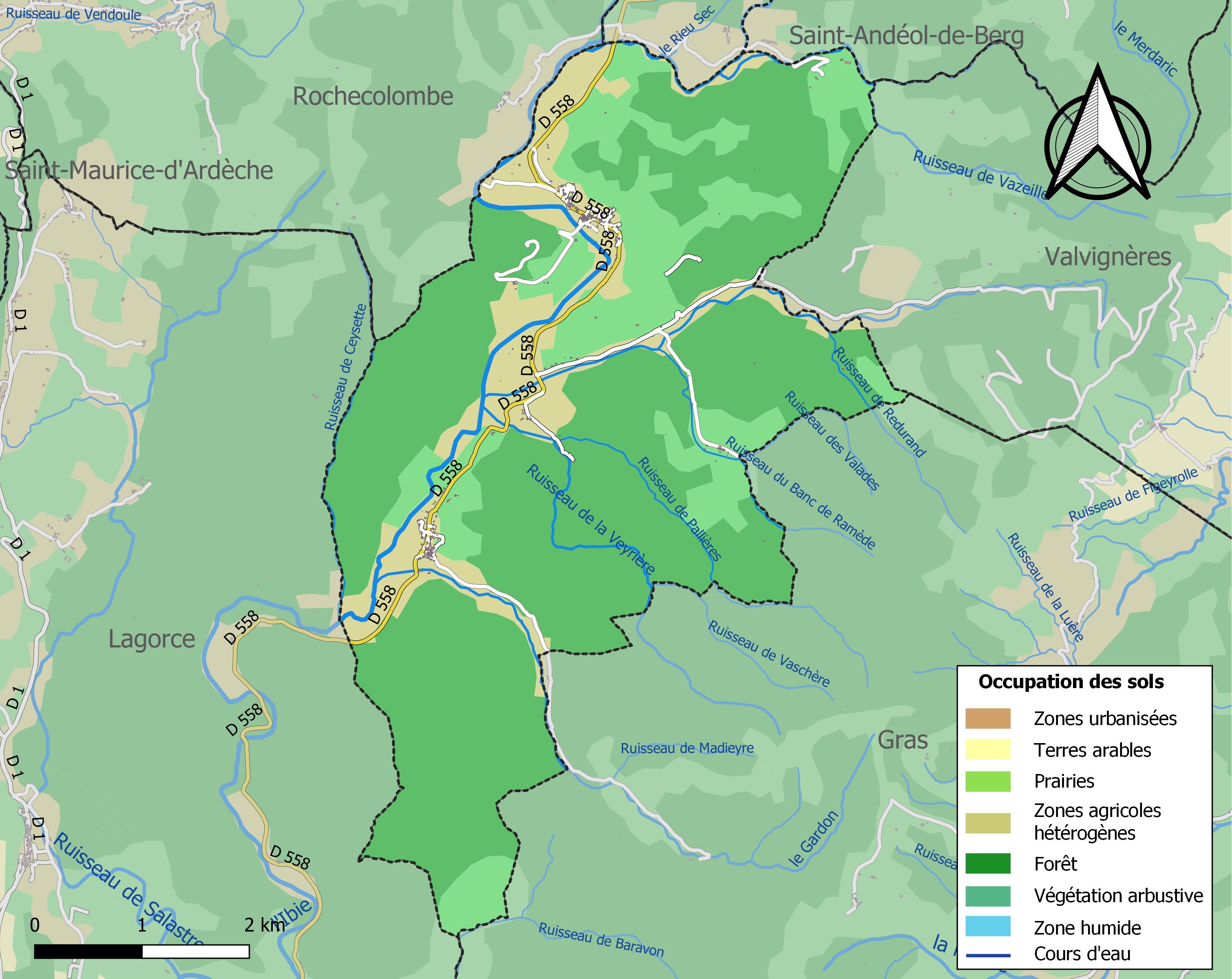
Kaart van de gemeente met belangrijkste infrastructuur, bodemgebruik en omliggende gemeenten

## Demografie
Onderstaande figuur toont het verloop van het inwonertal (bron: INSEE-tellingen).
Vanwege een beveiligingsprobleem met de MediaWiki Graph-software is het momenteel niet mogelijk deze grafiek weer te geven. Zodra de software is bijgewerkt zal de grafiek vanzelf weer zichtbaar worden.